# Downtempo
Downtempo je zvrst elektronske glasbe, podobna ambientu, a z večjim poudarkom na ritmu. Pogosto se pojem zamenjuje s trip hopom, a je ta v nasprotju z downtempom bolj "prizemljen" in "organski".

## Zgodovina
V devetdesetih se je pojavila nova vrsta počasnejše glasbe, ki so jo predvajali v t. i. "chillout" sobah — predelih klubov ali dogodkov elektronske glasbe, namenjenih sprostitvi. Downtempo glasba se je začela pojavljati okrog Ibize, ko so didžeji in promotorji ob začetku sončnega vzhoda umirili vzdušje in predvajali glasbo s počasnejšim tempom in bolj nežnim zvokom. V poznih 80-ih se je v Bristolu pojavil trip hop, ki je kombiniral elemente razlihnič zvrsti: beate hip-hopa, breake drum and bassa in umirjeno vzdušje ambienta. Ob koncu 90-ih pa se je pojavila bolj melodična instrumentalna elektronika, ki je vključevala akustične zvoke in elektronski slog in je bila znana kot downtempo.
Leta 2010, so v časopisu The Atlantic opisali zvrsti "downtempo pop" kot nabor glasbenih zvrsti iz 2000-ih, ki jih združujejo medlejši beati, stari ("vintage") sintesajzerji in lo-fi melodije. Opis je zelo primerljiv s krovnim pojmom, ki vključuje chillwave, glo-fi in hipnagogični pop.

## V Sloveniji
Najbolj znan izvajalec downtempa v Sloveniji je kamniška skupina Matter, ki svojo glasbo opisuje tudi kot "downtempo" in "cloud rap".